# عقد لمفية كبدية
العقد اللمفية الكبدية (بالإنجليزية: Hepatic lymph nodes)‏ هي عقد لمفية تصب في العقد اللمفية البطنية.

## معرض الصور

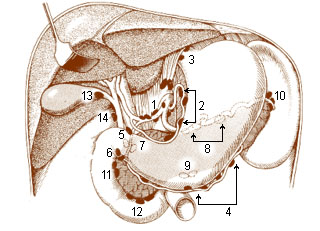
العقد اللمفية الحشوية لتجويف البطن